# Greve in Chianti
Greve in Chianti é uma comuna italiana da região da Toscana, província de Florença, com cerca de 12.701 habitantes. Estende-se por uma área de 169 km², tendo uma densidade populacional de 75 hab/km². Faz fronteira com Bagno a Ripoli, Castellina in Chianti (SI), Cavriglia (AR), Figline Valdarno, Impruneta, Incisa in Val d'Arno, Radda in Chianti (SI), Rignano sull'Arno, San Casciano in Val di Pesa, Tavarnelle Val di Pesa.
Pertence à rede das Cidades Cittaslow.

## Demografia
| Variação demográfica do município entre 1861 e 2011                               |
|                                                                                   |
| Fonte: Istituto Nazionale di Statistica (ISTAT) - Elaboração gráfica da Wikipedia |